# Jan Jiří Šlanzovský
Jan Jiří Šlanzovský, také Johann Georg Schlansowsky nebo Ioannes Georgius Slansovsky (1682 Kalkenstein – 3. dubna 1752 Praha) byl český sochař a řezbář pozdního baroka a rokoka v Čechách. 

## Život
Podle jména byl Čech, ale jako tovaryš přišel do Prahy z bavorské strany Šumavy (podle Blažíčka z Rakouska. Zprvu pobýval v dílně Matěje Václava Jäckela, působil v Praze asi do roku 1740, kdy se připomíná jako bývalý sochař. Sochy signoval iniciálami latinské formy svého jména IGS.

## Dílo (výběr)
- Ecce homo - Kristus před Pilátem, se skupinou přihlížejících diváků; Sousoší Navštívení Panny Marie, socha sv. Veroniky - polychromované dřevořezby, v kostele Nanebevzetí Panny Marie a sv. Karla Velikého v Praze na Karlově (1709)
- Nejstarší dochované jesličky v Praze: polychromované figury v životní velikosti (Jezulátko v jeslích, Panna Maria a sv. Josef), v Betlémská jeskyni v kostele Nanebevzetí Panny Marie a sv. Karla Velikého v Praze na Karlově (1738)[2]
- Trojiční sloup před kostelem sv. Štěpána na Novém Městě pražském - objednal hrabě František Antonín Špork; sousoší bylo zničeno roku 1883
- Výzdoba kaple rodiny Branbergerů v kostele sv. Štěpána na Novém Městě pražském
- Mariánský sloup s sochou Panny marie Immaculaty a sochami čtyř svatých v Mirovicích (1717)
- Mariánský sloup se sochami čtyř svatých v Nymburce (1717)
- Socha Panny Marie Immaculaty, nika v průčelí kostela sv. Šimona a Judy, Praha - Staré Město
- Sochy sv. Vojtěch a Prokopa, Škvorec
- Sochy sv. Floriána a sv. Rocha před hlavním vstupem do kostela Všech svatých v Uhříněvsi a socha sv. Františka Xaverského u téhož kostela[3]
- Sousoší Svaté rodiny na náměstí v Českém Brodě

## Galerie

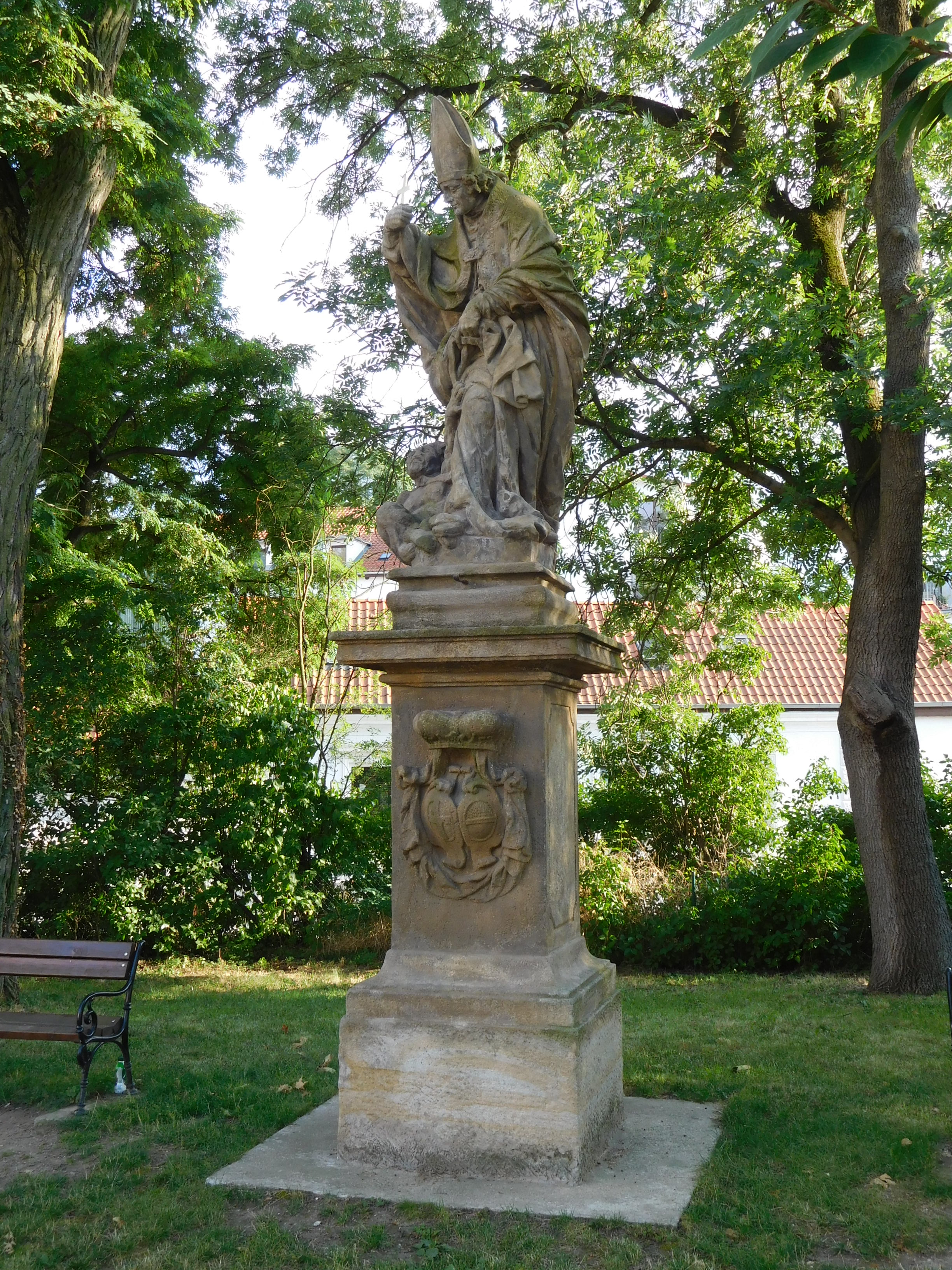
Socha sv. Prokopa, Škvorec
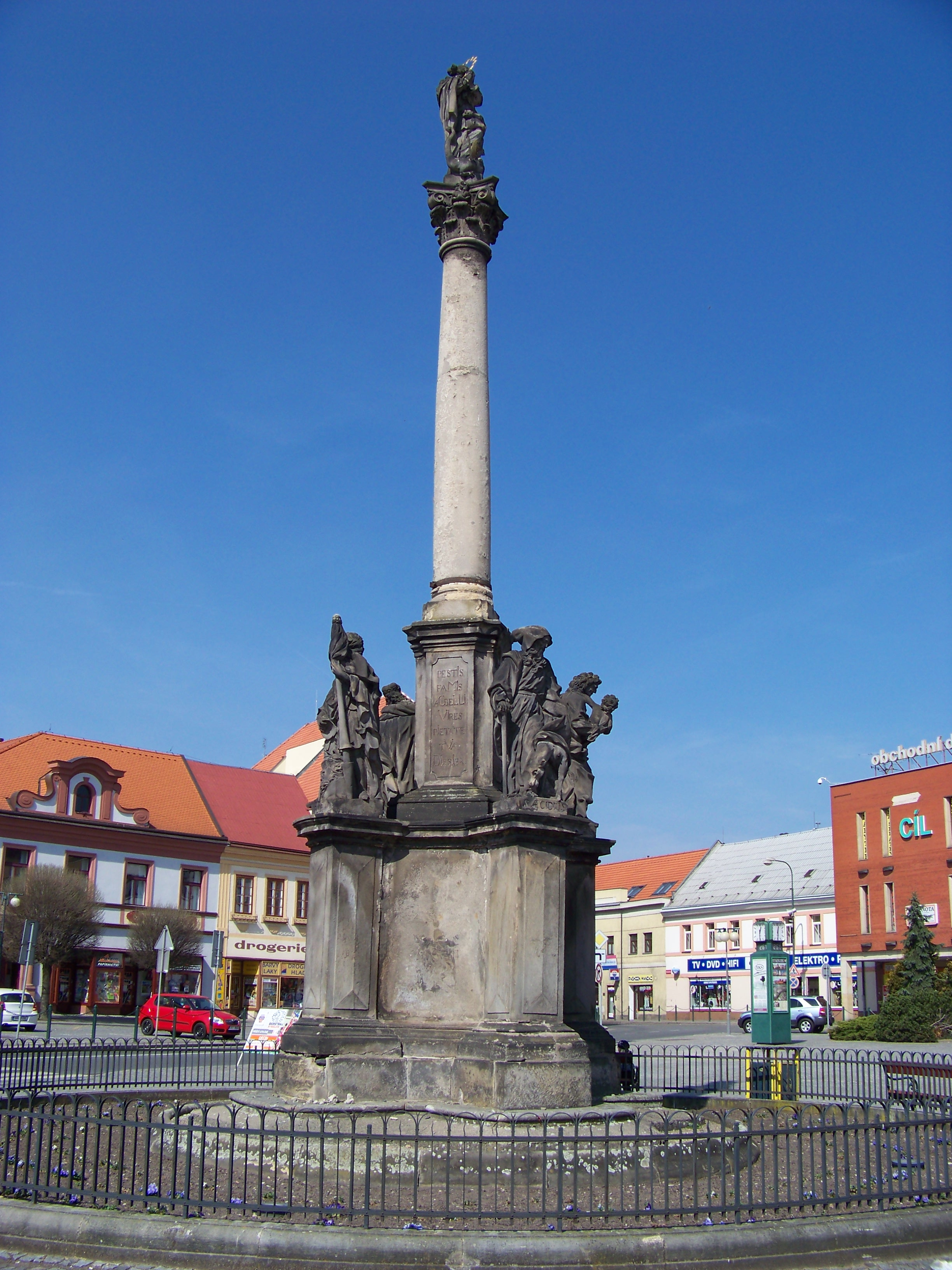
Mariánský sloup, Nymburk
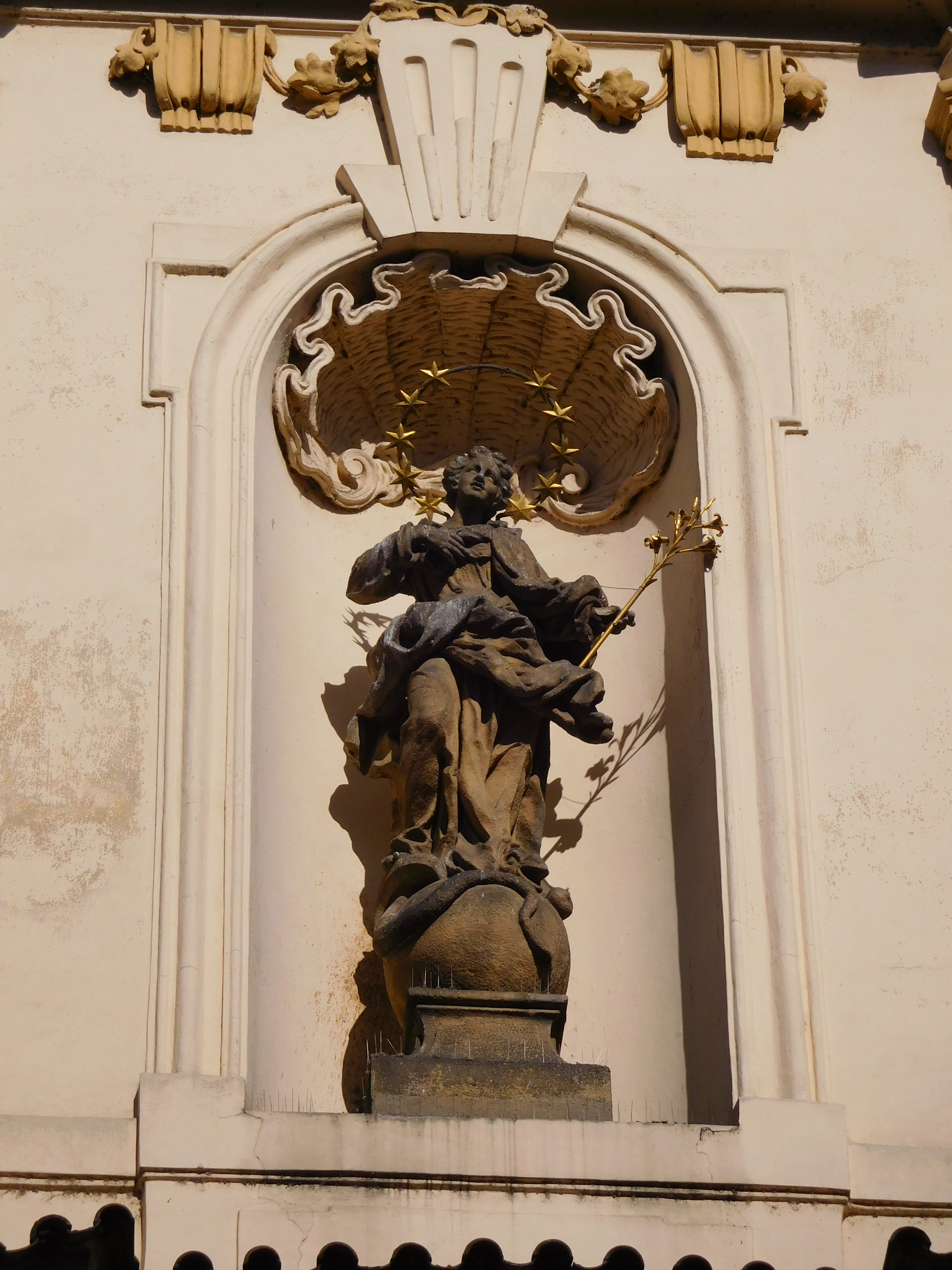
Socha Panny Marie Immaculaty, kostel sv. Šimona a Judy, Staré Město pražské
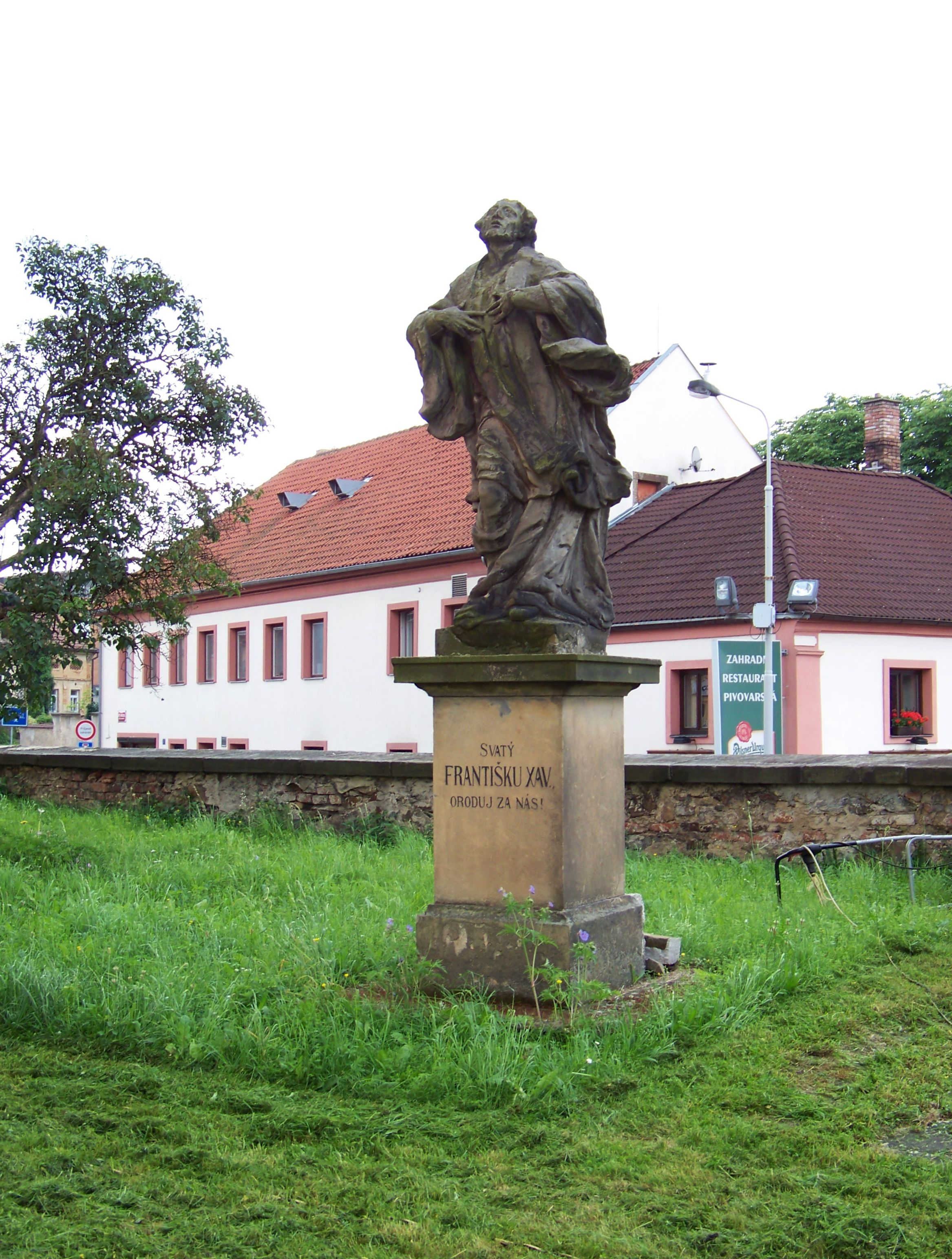
Socha sv. Františka Xaverského, Uhříněves
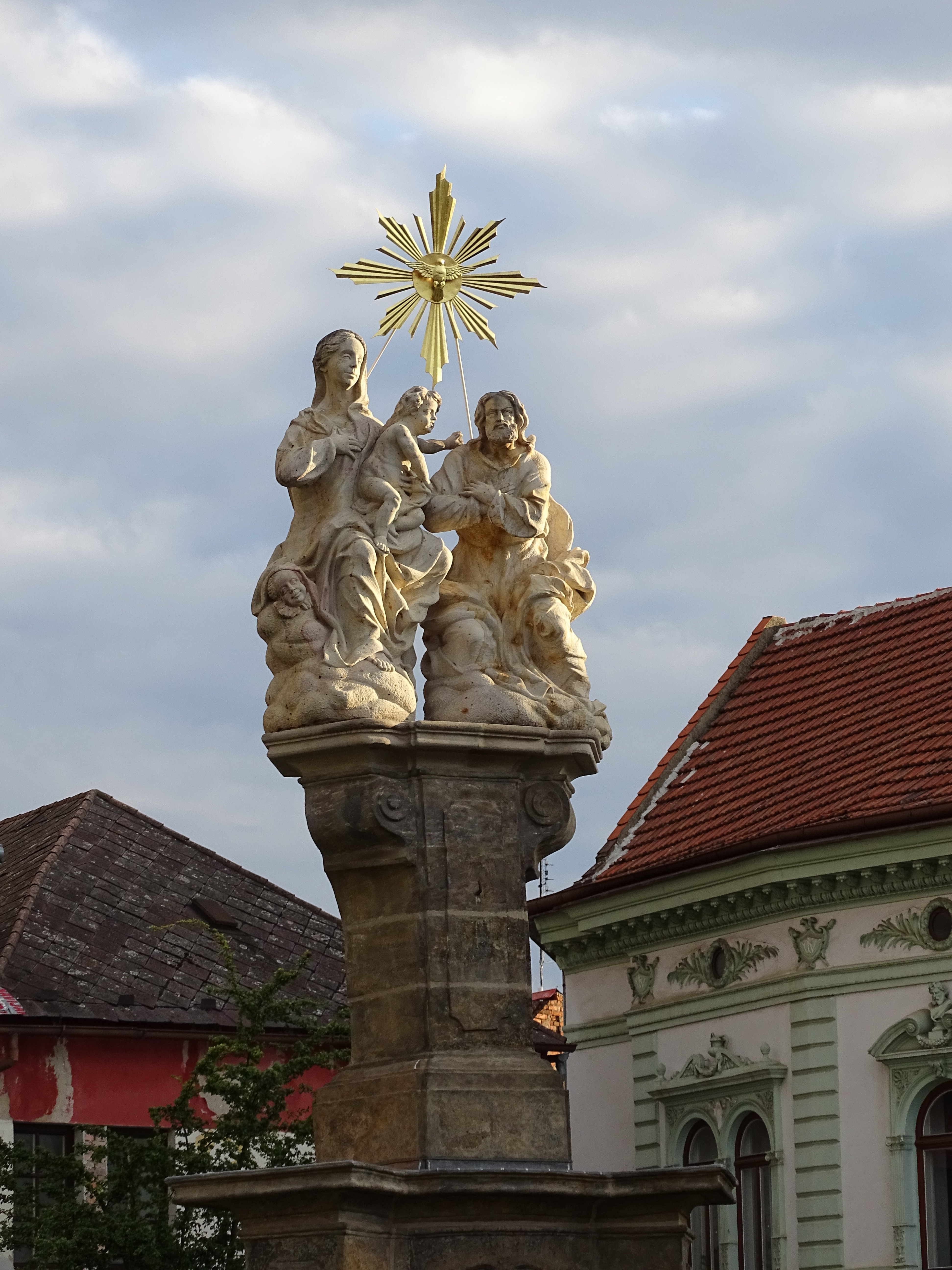
Sousoší sv. Rodiny, Český Brod
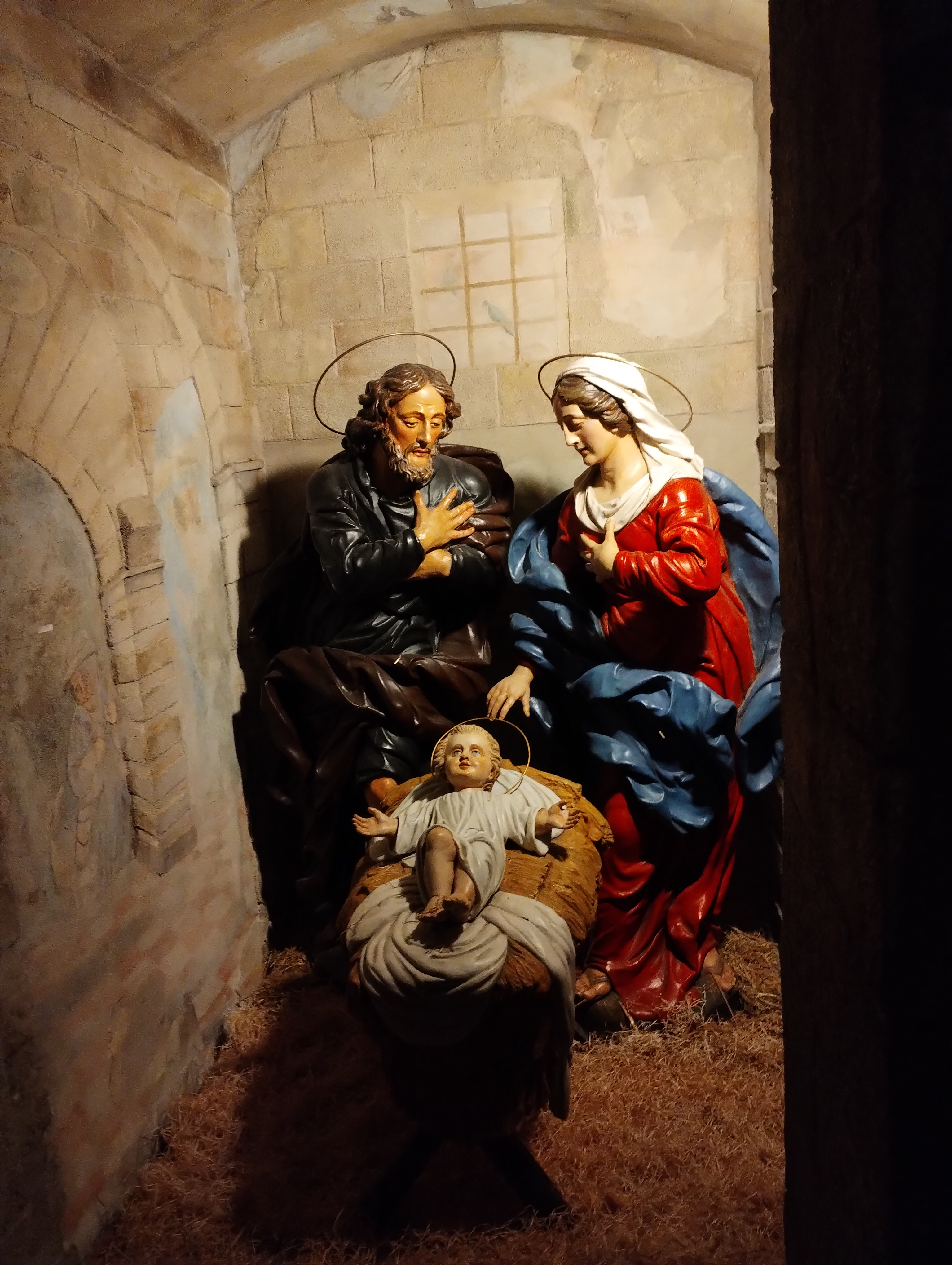
Nejstarší jesličky v Praze, Betlémská jeskyně v kostele na Karlově